# Луїш Мануел Феррейра Делгаду
Луїш Мануел Феррейра Делгаду (порт. Luís Delgado, нар. 1 листопада 1979, Луанда) — ангольський футболіст, що грав на позиції захисника.
Виступав, зокрема, за клуб «Мец», а також національну збірну Анголи.

## Клубна кар'єра
Народився в Луанді. Кар'єру гравця розпочав у клубі «Петру Атлетіку». В 1997 році у його складі дебютував у Гіраболі. Того ж року здобув свій перший титул переможця чемпіонату Анголи та титул переможця кубку Анголи. У 1998 році вдруге тріумфував у чемпіонаті Анголи, наступного ж чемпіонства йому довелося чекати до 2000 року. В 2001 році знову став переможцем чемпіонату Анголи, а в 2002 році разом з командою став володарем національного кубку. В 2003 році перейшов до складу принципового суперника «Петру Атлетіку», до команди «Примейру де Агошту», але в її складі за три сезони не виграв жодного трофею, а в 2006 році знову повернувся до «Петру Атлетіку».
Влітку 2006 року виїхав до Франції, де підписав контракт з клубом «Мец». Однак більшість часу провів у четвертому дивізіоні французького чемпіонату, а в Лізі 2 зіграв лише у 8-ми поєдинках. У сезоні 2006/07 років разом з командою здобув путівку до Ліги 1, а в вищому дивізіоні французького чемпіонату дебютував 12 серпня 2007 року в програному (1:2) домашньому матчі проти «Лілля». А в сезоні 2007/08 років разом з командою вилетів до Ліги 2.
В сезоні 2009/10 років захищав кольори клубу «Генгам» з Ліги 2. Завершив професійну ігрову кар'єру у клубі «Бенфіка» (Луанда), за команду якого виступав протягом 2010—2012 років.

## Виступи за збірну
8 березня 1998 року дебютував у складі національної збірної Анголи в переможному (1:0) товариському матчі проти Свазіленду. Протягом кар'єри у національній команді, яка тривала 11 років, провів у формі головної команди країни лише 22 матчі. У складі збірної був учасником чемпіонату світу 2006 року у Німеччині. Виходив у стартовому складі своєї збірної в усіх трьох матчах групового етапу: з Португалією (0:1), Мексикою (0:0) та Іраном (1:1). Також брав участь у Кубку африканських націй 2006 року в Єгипті та Кубку африканських націй 2008 року у Гані.

## Статистика виступів у національній збірній
| національна збірна Анголи | національна збірна Анголи | національна збірна Анголи |
| Рік                       | Матчі                     | Голи                      |
| ------------------------- | ------------------------- | ------------------------- |
| 1998                      |                           |                           |
| 1999                      | 3                         | 0                         |
| 2000                      | 0                         | 0                         |
| 2001                      | 0                         | 0                         |
| 2002                      | 0                         | 0                         |
| 2003                      | 1                         | 0                         |
| 2004                      | 0                         | 0                         |
| 2005                      | 1                         | 0                         |
| 2006                      | 11                        | 0                         |
| 2007                      | 1                         | 0                         |
| 2008                      | 1                         | 0                         |
| Загалом                   |                           |                           |